# Groupe de NGC 1359
Le groupe de NGC 1359 comprend au moins cinq galaxies situées dans les constellations de la Éridan et du Éridan. La distance moyenne entre ce groupe et la Voie lactée est d'environ 27,7 Mpc (∼90,3 millions d'al). Le groupe de NGC 1359 fait partie de l'amas galactique de l'Éridan. 

## Membres
Le tableau ci-dessous liste les 4 galaxies qui sont indiquées sur le site « Un Atlas de l'Univers » créé par Richard Powell. Ce même groupe est aussi mentionné dans un article publié par A.M. Garcia en 1993, mais elle ne compte que trois membres et la galaxie NGC 1359 n'y figure pas. On y retrouve une autre galaxie, soit ESO 548-79. 
| Nom        | Classification | Type                        | α (J2000.0)   | δ (J2000.0)  | Vitesse radiale (km/s) | Magnitude apparente | Distance (Mpc) | Diamètre (kal) |
| ---------- | -------------- | --------------------------- | ------------- | ------------ | ---------------------- | ------------------- | -------------- | -------------- |
| NGC 1359   | SB(s)m? pec    | Spirale barrée magellanique | 03h 33m 47.7s | -19° 29′ 31″ | 1973 ± 4               | 12,2                | 27,2 ± 1,9     | 229            |
| NGC 1383   | SAB0^0(s)      | Lenticulaire                | 03h 37m 39.2s | -18° 20′ 22″ | 1940± 19               | 12,5                | 26,7 ± 1,9     | 128            |
| NGC 1393   | SA0^0(r)?      | Lenticulaire                | 03h 38m 38.6s | -18° 25′ 41″ | 2151 ± 17              | 12,0                | 29,9 ± 2,1     | 82             |
| ESO 548-32 | SB(s)m         | Spirale barrée magellanique | 03h 32m 19.2s | -17° 43′ 05″ | 1950 ± 7               | 15,38 ± 0,06        | 26,8 ± 1,9     | 91             |
| ESO 548-79 | S? D           | Spirale? Naine              | 03h 41m 56.1s | -18° 53′ 43″ | 2016± 26               | 13,03               | 28,0 ± 2,0     | 73             |

Le site DeepskyLog permet de trouver aisément les constellations des galaxies mentionnées dans ce tableau ou si elles ne s'y trouvent pas, l'outil du site constellation permet de le faire à l'aide des coordonnées de la galaxie. Sauf indication contraire, les données proviennent du site NASA/IPAC.